# Unión Socialista Gallega
La Unión Socialista Gallega (en gallego: Unión Socialista Galega, USG) fue un partido galleguista y marxista fundado en agosto de 1932 por Xoán Xesús González a partir del "Seminario de Estudos Socialistas", que tan solo tuvo implantación en la Comarca de Santiago. Tuvo como órgano de expresión no oficial el quincenal "Amanecer". En las elecciones de noviembre de 1933 presentó candidatos en todas las provincias de Galicia como independientes (Xoan Xesús González por La Coruña, Siervo González Rivas por Lugo, Jesús Núñez Rodríguez por Orense y Francisco Guimarey por Pontevedra) y compartió mítines con los candidatos del Partido Galeguista. Se disolvió tras el fracaso electoral y el triunfo de la derecha, integrándose en Izquierda Republicana. Su importancia histórica viene dada por ser el antecedente de los partidos marxistas y nacionalistas que aparecieron en Galicia durante la década de 1970.